# 灰海豹
灰海豹（学名：Halichoerus grypus）是海豹科中其中一個主要物種，主要分佈於北大西洋一帶的海岸。
牠們是海豹科中的一種大型海豹，亦是灰海豹屬（Halichoerus）中的唯一成員。牠們亦有另一個名稱——大西洋灰海豹。

## 外觀
灰海豹體型中等，雄體身長2.5到3.3米，體重約為300公斤；雌體身型相對較小，一般僅長1.6到2.0米，重100到150公斤。灰海豹是大西洋北部和西部海岸常見的海豹之一。

## 生態學
灰海豹在英國和愛爾蘭的一些地區和海岸繁殖；尤其是距諾森伯蘭海岸（Northumberland Coast，擁有有約6000隻灰海豹）和北羅納（North Rona）不遠的法爾恩群島（Farne Islands）地區，以及在都柏林海岸附近的蘇格蘭北方的海岸和琉球島（Lambay Island），都是灰海豹的主要繁殖地。
在北大西洋的西部，北美洲及至美國的紐澤西州的海岸，灰海豹一般都是以大族群的形式生存。在加拿大，牠們一般出沒於聖勞倫斯灣（Gulf of St. Lawrence）、紐芬蘭島、加拿大大西洋省份及魁北克等地。在冬季期間，牠們會在距海岸不遠的石頭、島嶼和淺灘上出現，就好像一隻隻巨大的灰色香蕉在陽光之下一般，且偶爾還會登岸休息。踏入春季時，迷途的小灰海豹，或許已斷奶的，或許已滿一歲的，都會躺在海灘上。

## 食性
灰海豹會進食很多不同種類的魚，但通常都是吃底棲魚類（demersal fish），且是在水深至70米的位置進食，有時甚至或會比這更深。很多時候，玉筋屬魚（Sand eel，Ammodytes spp）在灰海豹的「菜單」中佔著很重要的地位。鱈魚、比目魚、鯡魚和鰩在某程度上對灰海豹來說也是很重要的食糧之一。但是，很明顯地，灰海豹看見什麼就會吃什麼，包括章魚和龍蝦。其平均食量大約是每天5公斤，然而牠們並不是每天也能進食，故這只是一個平均數目。

## 繁殖

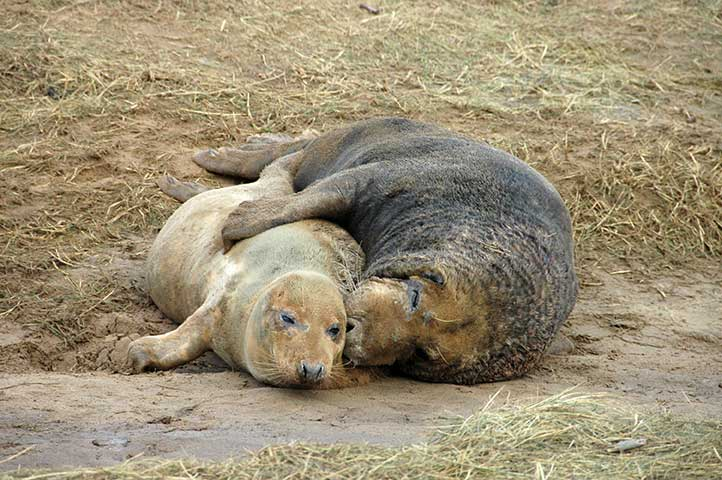
正在交配的雄性和雌性灰海豹，攝於英國東海岸，林肯郡，2007年11月

在法羅群島（Faroe Islands）的小灰海豹，攝於2004年11月

東大西洋的小灰海豹在秋季出生（9月至11月），而西大西洋的小灰海豹則在冬季出生（1月至2月）。其毛髮茂密，柔軟光潔如絲綢，大致上呈白色；起初牠們都很小，像是乾枯皺縮的一般，但很快牠們就會因吃大量母親含豐富脂肪的乳液而長胖，像一個塞得太多物件的桶子一般。不出一個月，牠們的幼海豹毛皮就會脫去，長出不透水的成體毛皮，而後很快地，牠們就會離開海岸，到海中學習捕魚。在最近的幾年，在西大西洋的灰海豹數量有上升的趨勢，而在加拿大就更曾有人提出減少灰海豹數量的方案，但這方案一直都沒有實現。

## 保育狀況
在美國，灰海豹的數量亦不斷在增加；牠們已被海洋哺乳類保護條例（Marine Mammal Protection Act）保護了若干年，直到現時為止，損害牠們仍是違法的。在海洋哺乳類保護條例對灰海豹的保護生效以前，灰海豹僅分佈於緬因州的一些海域地區。今天，牠們在紐約及紐澤西州附近的海域的數量明顯地增加，令人認為牠們的分佈範圍將會往南延伸，亦有很多人認為在不久的將來，美國隨時會爆發一場大規模的獵灰海豹行動。
在英國，灰海豹受著1970年海豹保育法案（Conservation of Seals Act 1970）的保護，但北愛爾蘭並不包括在內。在英國，亦有一些漁民提出要獵殺灰海豹，他們斷言是灰海豹令他們的漁獲減少。
但是，一份由聖安德魯斯大學（St Andrews University）海洋哺乳動物研究部（Sea Mammal Research Unit）發表的報告澄清，灰海豹僅吃掉北大西洋的魚類的百分之一，魚類數量減少的真正原因還是應歸咎於人類的捕魚活動。

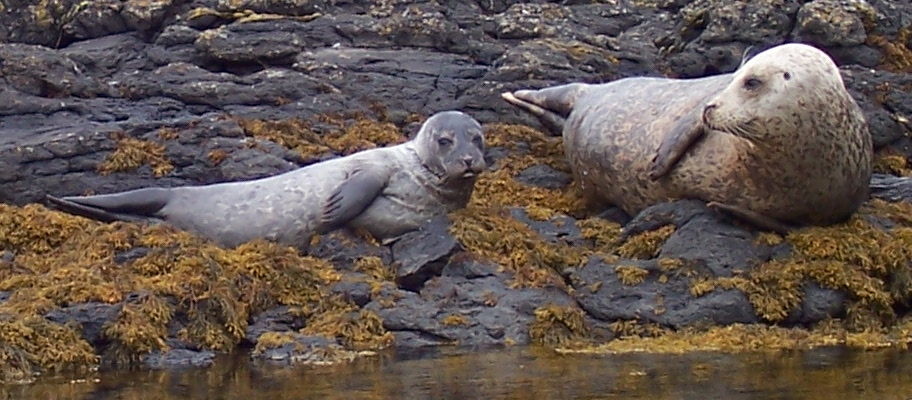
一隻灰海豹跟其子在芎蒼島（Isle of Skye）。

## 外部連結

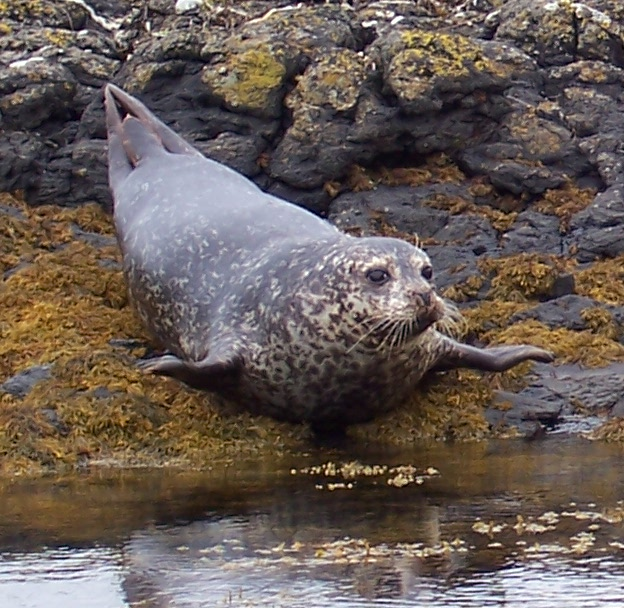
一頭灰海豹用其肢往海洋方向滑行。由於其肢呈鰭狀，故牠們在陸上行走速度很慢。